# 千葉県立矢切特別支援学校
千葉県立矢切特別支援学校（ちばけんりつ やきりとくべつしえんがっこう）は、千葉県松戸市に所在する特別支援学校。知的障害教育部門と肢体不自由教育部門を併置し、学部は小学部、中学部、高等部を設置している。千葉県立つくし特別支援学校から分離し、2015年に開校した。

## 児童・生徒数
2025年度（令和7年）
- 小学部：75名
- 中学部：43名
- 高等部：74名
- 計：192名

## 給食
生徒の摂食嚥下機能に応じて、普通食・後期食・中期食・初期食の4つの食形態を提供している。

## 学校間交流
- 松戸市立矢切小学校[3]

## 通学区域
知的障害教育部門
松戸市立第一中学校、松戸市立第二中学校、松戸市立第三中学校、松戸市立第五中学校、松戸市立第六中学校、松戸市立古ヶ崎中学校、松戸市立河原塚中学校、松戸市立新松戸南中学校、松戸市立和名ヶ谷中学校、松戸市立旭町中学校の学区
肢体不自由教育部門
松戸市（JR武蔵野線以西）、流山市（JR武蔵野線以西）

## スクールバスコース
- 馬橋流山コース[5]
- 新松戸コース
- 八ケ崎コース
- 中央コース
- 矢切コース

## 所在地
〒271-0095 千葉県松戸市中矢切54（旧千葉県立松戸矢切高等学校校舎）